# 北門区

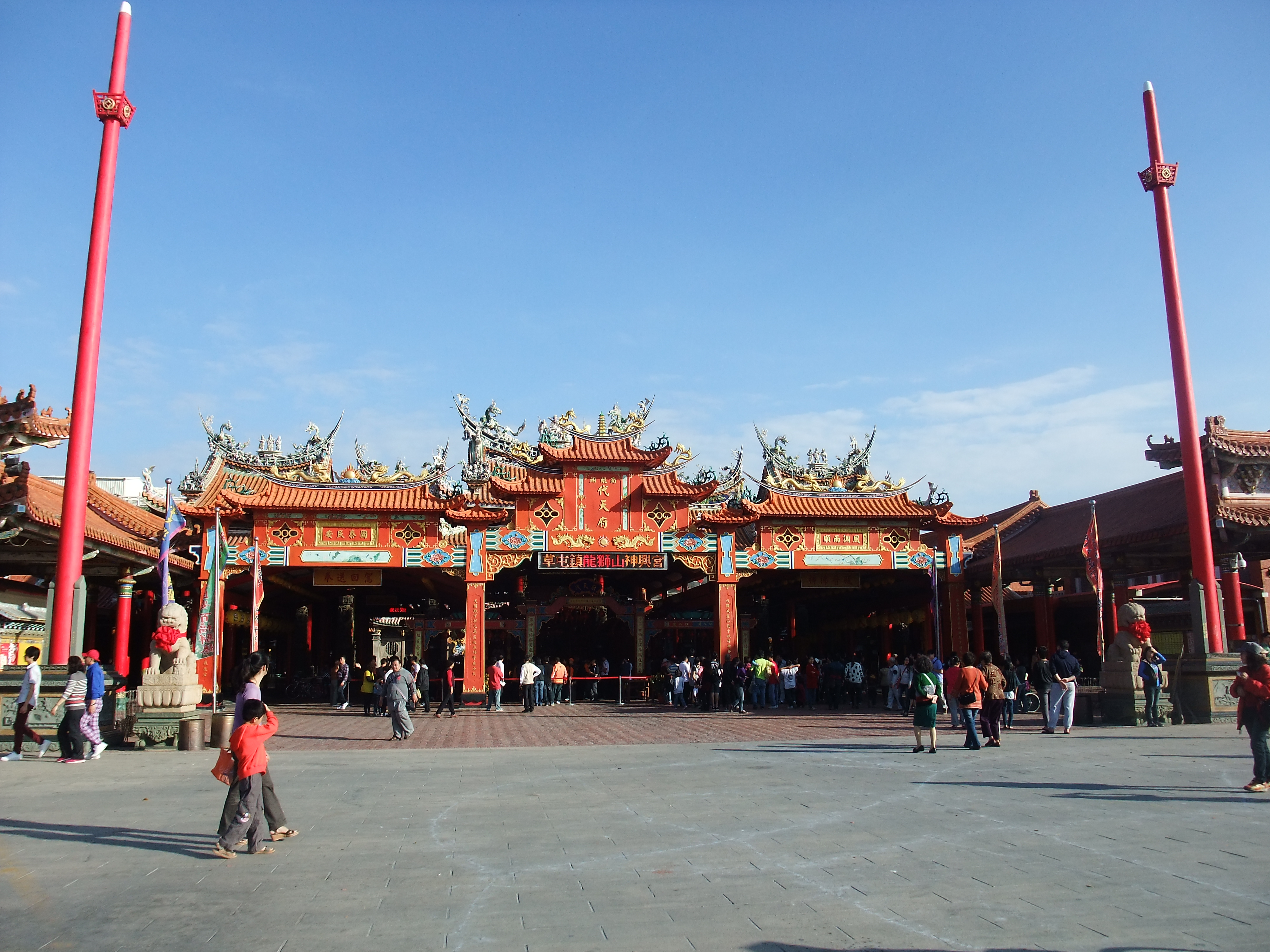
南鯤鯓代天府

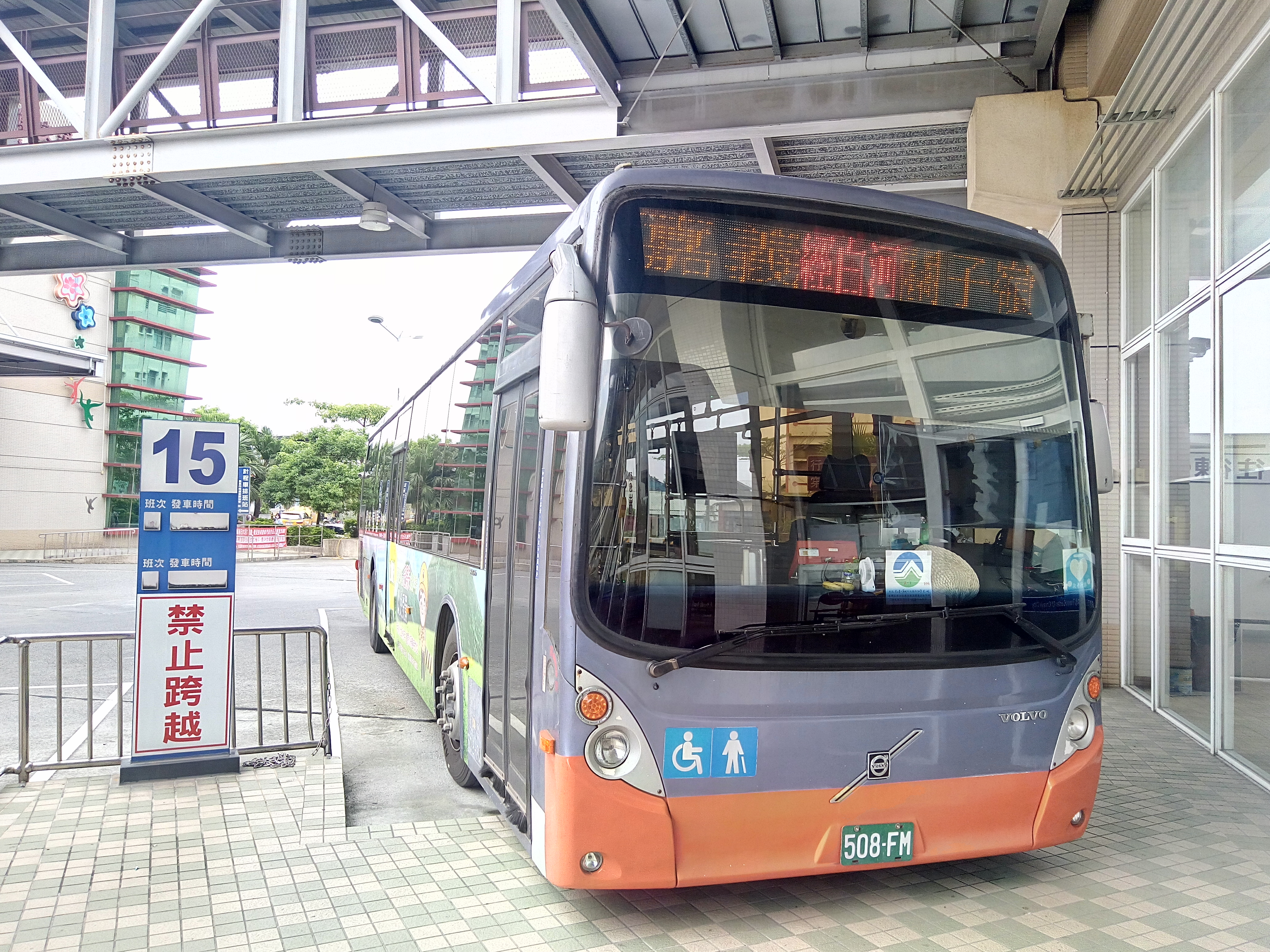
嘉義客運白関線(嘉義-白河/関子嶺 線)Volvo B7RLE ノンステップバス 508-FM - 嘉義市先期交通転運中心前棟ビル、白河‧関子嶺‧北門行の15番バスのりば

北門区（ベイメン/ほくもん-く）は台南市の市轄区。

## 地理
北門区は台南市北西端の沿岸地区に位置し、東は学甲区と、南は将軍区と、北は八掌渓を隔てて嘉義県義竹郷、布袋鎮とそれぞれ接している。

## 歴史
古くは台江内海へ注ぐ急水渓河口に位置する沙洲島であり、「北門嶼」と称した。「北門」は清代に設置された台湾府の北方に位置したことから命名された。乾隆末年から嘉慶年間にかけて堆積物により陸続きとなっている。道光年間には製塩業により繁栄したが、日本統治初期に塩の専売制が廃止されたことから一時衰退するも、1899年に専売制が復活すると再び繁栄した。1920年の台湾地方改制の際、この地に「北門庄」が設置され、台南州北門郡の管轄となった。台湾の中華民国への編入後に台南県北門郷に改編、2010年に台南県が台南市に編入されたことに伴って北門区となり、現在に至る。

## 行政区
| 里                                                                             |
| ------------------------------------------------------------------------------ |
| 保吉里、双春里、蚵寮里、北門里、錦湖里、三光里、文山里、玉港里、慈安里、永隆里 |

## 歴代区長
| 代 | 氏名 | 退任日 |
| -- | ---- | ------ |

## 教育

### 国民中学
- 台南市立北門国民中学

### 国民小学
| - 台南市北門区北門国民小学 - 台南市北門区蚵寮国民小学 - 台南市北門区三慈国民小学 - 台南市北門区文山国民小学 | - 台南市北門区錦湖国民小学 - 台南市北門区玉湖国民小学 - 台南市北門区双春国民小学 |

## 交通
| 種別 | 路線名称                                     | 事業者     | その他                     |
| ---- | -------------------------------------------- | ---------- | -------------------------- |
| バス | 7702嘉義市先期交通転運中心ー北門遊客センター | 嘉義客運   | 台湾好行観光バス塩郷浜海線 |
| バス | 168B布袋-北門遊客センター                    | 阿里山客運 | 嘉義県市区バス             |
| 省道 | 台17線                                       | 公路総局   |                            |
| 省道 | 台84線                                       | 公路総局   | 東西向快速道路 北門玉井線  |

## 観光

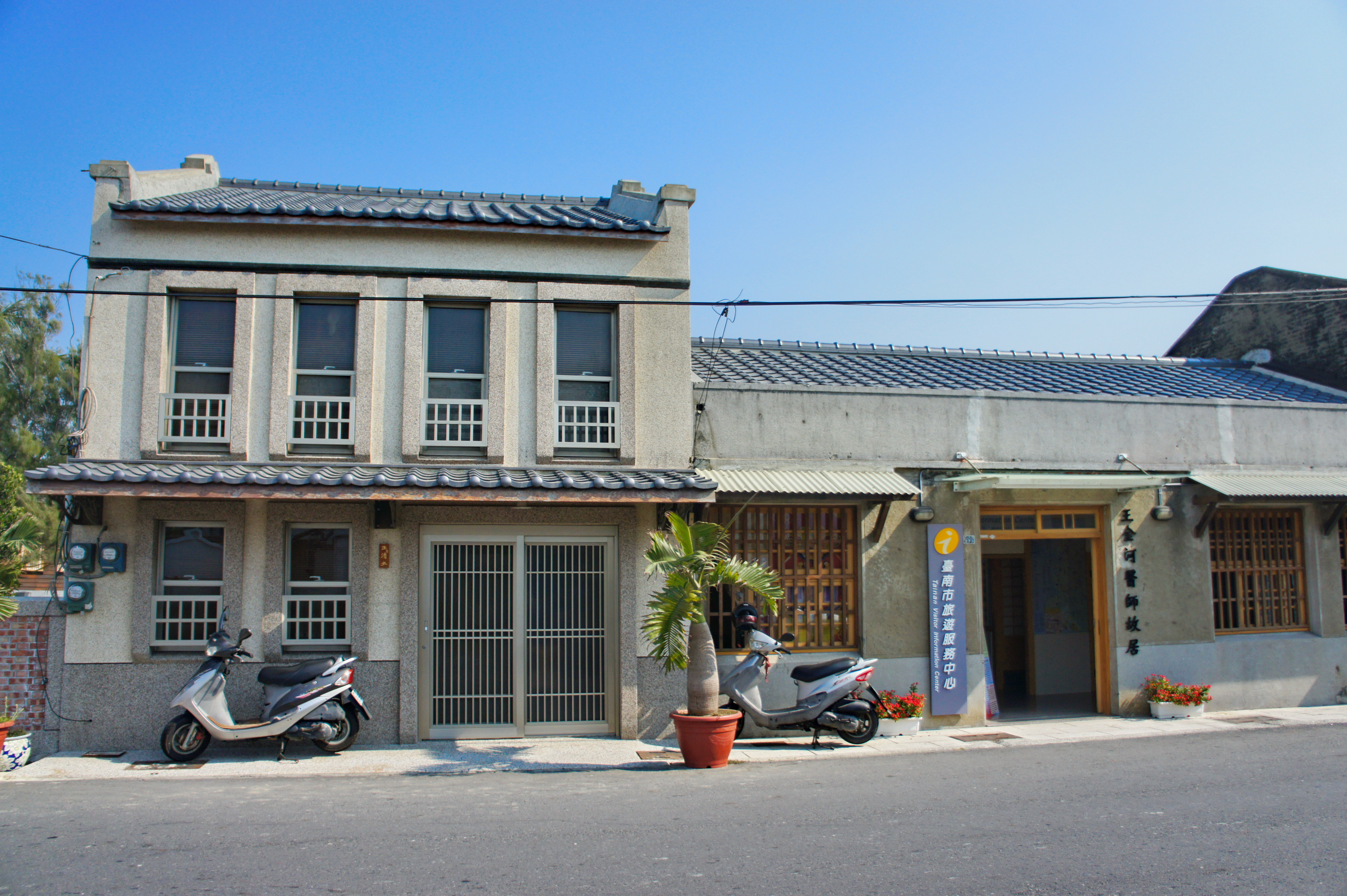
王金河医師故居（台湾烏脚病記念館）

- 雲嘉南浜海国家風景区
- 南鯤鯓代天府
- 北門海濤園
- 北門潟湖
- 北門井仔脚瓦盤塩田（中国語版）
- 双春浜海遊憩区
- 三寮湾東隆宮（中国語版）
- 蚵寮保安宮
- 台湾烏脚病記念館（中国語版）